# Księża Góra (Karkonosze)
Księża Góra (niem. Pfaffenberg, 610 m n.p.m.) – szczyt w Karkonoszach, w obrębie Pogórza Karkonoskiego, na jego wschodnim krańcu, między Karpaczem a Ścięgnami.
Księża Góra zbudowana jest z granitu karkonoskiego.
Zamknięty dla zwiedzających szczyt Księżej Góry zajmuje Zameczek, wybudowana w 1897 rezydencja baronów Kurta i Agnes Pergler von Perglas. W czasach II wojny światowej Zameczek był osobistą rezydencją Hermanna Göringa. Po 1945 roku zarządzało nim Ministerstwo Ziem Odzyskanych. W latach 70. był miejscem wypoczynku rządzących, bywał tu m.in. Edward Gierek stąd szczyt nosi nieoficjalną nazwę „Gierkówka”. W 2010 własność Dolnośląskiego Urzędu Wojewódzkiego.